# チマデトリオンフ
チマデトリオンフ (Cima De Triomphe) はアイルランドで生産された競走馬である。シーマデトリオンフと表記される場合もある。

## 経歴

### 2歳・3歳時代（2007年・2008年）
10月に競走馬デビュー戦迎え、ダリオ・バルジューが騎乗してデビュー戦で初勝利を挙げた。以降バルジューが主戦騎手を務めることになる。続く11月の準重賞競走で3着となり、レース後は休養に入った。
休養明け初戦の3月の一般競走では4着、その6日後の一般競走で3着となり、4月に準重賞競走を制して2勝目を挙げた。そして5月に重賞及びG1競走初挑戦となるデルビーイタリアーノに出走することになった。主戦騎手だったバルジューが2番人気のファレルに騎乗するためにシルヴァノ・ムラスへ乗り替わりとなり、当時目立った実績がなかったことから18頭中13番人気という低評価だった。しかしレースでは低評価を覆す差し切り勝ちを収め、重賞及びG1競走初勝利を挙げた。なおレース後に吉田照哉が当馬を購入したことがイタリアスポーツ紙のコッリエーレ・デッロ・スポルトによって報じられ、馬主が変更となった。鞍上がバルジューに戻って7月にはフランスへ遠征してパリ大賞へ出走したがモンマルトルに敗れて7着だった。その後9月に一般競走を制し、10月には再びフランスへ遠征して第87回凱旋門賞に出走したが、ザルカヴァに敗れて15番人気で9着という結果に終わった。さらに帰国後の11月にはマイケル・キネーンが騎乗してローマ賞へ出走しているが1番人気で11着という結果に終わり、レース後は出走登録を行っていたジャパンカップと香港ヴァーズの両方を回避して休養に入った。

### 古馬時代（2009年・2010年）
休養中の1月にイギリスのルカ・クマーニ厩舎へ転厩した。転厩初戦となった4月26日のガネー賞では6着という結果に終わった。その後、5月28日のブリガディアジェラードステークス (G3) に出走し、勝利を収めた。続く7月4日のエクリプスステークスではシーザスターズの4着と完敗した。その後、アメリカに遠征し、8月8日のアーリントンミリオンに出走したが4着に終わった。その後、オーストラリアに遠征し10月17日のコーフィールドカップに出走したが見せ場がなく13着と大敗した。続く10月31日のマッキノンステークスでも9着に敗れた。レース後は休養に入った。
明け5歳の緒戦は4月24日のアンブロジアーノ賞 (G3) 。1番人気に推されたが4着に敗れた。7月のジウビレオ賞（準重賞）を制し、9月のフェデリコテシオ賞 (G3) でも2着と好走した。10月2日のドラール賞 (G2) では武豊とのコンビで挑むも7着、続く10月17日のジョッキークラブ大賞では最下位の9着、11月7日のローマ賞ではまたしても最下位の16着に敗れた。このレースを最後に現役を引退、種牡馬入りした。

## 血統表
| チマデトリオンフの血統サドラーズウェルズ系 / Northern Dancer 3×4=18.75%、Natalma 4×5×5=12.50%、Buckpasser 5×5=6.25% | チマデトリオンフの血統サドラーズウェルズ系 / Northern Dancer 3×4=18.75%、Natalma 4×5×5=12.50%、Buckpasser 5×5=6.25% | チマデトリオンフの血統サドラーズウェルズ系 / Northern Dancer 3×4=18.75%、Natalma 4×5×5=12.50%、Buckpasser 5×5=6.25% | （血統表の出典）      | （血統表の出典） |
| 父 Galileo 1998 鹿毛                                                                                                | 父の父Sadler's Wells 1981 鹿毛                                                                                      | Northern Dancer | Nearctic              | Nearctic         |
| 父 Galileo 1998 鹿毛                                                                                                | 父の父Sadler's Wells 1981 鹿毛                                                                                      | Northern Dancer | Natalma               |                  |
| 父 Galileo 1998 鹿毛                                                                                                | 父の父Sadler's Wells 1981 鹿毛                                                                                      | Fairy Bridge | Bold Reason           | Bold Reason      |
| 父 Galileo 1998 鹿毛                                                                                                | 父の父Sadler's Wells 1981 鹿毛                                                                                      | Fairy Bridge | Special               |                  |
| 父 Galileo 1998 鹿毛                                                                                                | 父の母Urban Sea 1989 栗毛                                                                                           | Miswaki | Mr. Prospector        | Mr. Prospector   |
| 父 Galileo 1998 鹿毛                                                                                                | 父の母Urban Sea 1989 栗毛                                                                                           | Miswaki | Hopespringseternal    |                  |
| 父 Galileo 1998 鹿毛                                                                                                | 父の母Urban Sea 1989 栗毛                                                                                           | Allegretta | Lombard               | Lombard          |
| 父 Galileo 1998 鹿毛                                                                                                | 父の母Urban Sea 1989 栗毛                                                                                           | Allegretta | Anatevka              |                  |
| 母 Sopran Londa 1995 芦毛                                                                                           | 母の父*デインヒル Danehill 1986 鹿毛                                                                                | Danzig | Northern Dancer       | Northern Dancer  |
| 母 Sopran Londa 1995 芦毛                                                                                           | 母の父*デインヒル Danehill 1986 鹿毛                                                                                | Danzig | Pas de Nom            |                  |
| 母 Sopran Londa 1995 芦毛                                                                                           | 母の父*デインヒル Danehill 1986 鹿毛                                                                                | Razy Ana | His Majesty           | His Majesty      |
| 母 Sopran Londa 1995 芦毛                                                                                           | 母の父*デインヒル Danehill 1986 鹿毛                                                                                | Razy Ana | Spring Adieu          |                  |
| 母 Sopran Londa 1995 芦毛                                                                                           | 母の母Longobarda 1981 芦毛                                                                                          | *クリスタルパレス Crystal Palace                                                                                    | Caro                  | Caro             |
| 母 Sopran Londa 1995 芦毛                                                                                           | 母の母Longobarda 1981 芦毛                                                                                          | *クリスタルパレス Crystal Palace                                                                                    | Hermieres             |                  |
| 母 Sopran Londa 1995 芦毛                                                                                           | 母の母Longobarda 1981 芦毛                                                                                          | Luisa Morales | Claude                | Claude           |
| 母 Sopran Londa 1995 芦毛                                                                                           | 母の母Longobarda 1981 芦毛                                                                                          | Luisa Morales | Laura Russel F-No.9-c |                  |